# 台灣歷史學會
台灣歷史學會成立於1995年，臺灣第一次政黨輪替後的2000年5月由內政部核准正式登記。該學會是由一群認同臺灣獨立運動之歷史學者所組成，其宗旨在建立以台灣為主體的歷史觀，提昇歷史學研究並推廣歷史教育。該學會強調台灣的多元文化與台灣民族主義，有非常鮮明的政治立場，並經常就歷史教育表達意見。

## 活動
台灣歷史學會除定期出版《台灣歷史學會會訊》及論文專刊外，每年亦舉辦學術研討會、座談會、歷史研習營、歷史文化巡禮等活動；同時也先後與台北FREE電台、台中望春風廣播電台、台北寶島新聲電台、海洋之聲電台合作，製作台灣歷史學會專屬講座節目，向社會大眾推廣學會理念。台灣歷史學會是台灣史、中國史、亞洲史、歐洲史及其他歷史領域者交換心得之處，希望能以意識的理智化，重新建構台灣歷史研究，並與世界各國歷史學者互相交流，提昇自我的認識，互為主體地構築新的世界歷史網路。
2004年9月11日，台灣歷史學會與台灣民主基金會舉辦《台灣自救運動宣言》四十週年歷史省思座談會，台灣歷史學會理事長戴寶村建議將《台灣自救運動宣言》取代《開羅宣言》納入中小學教科書。
2006年，台灣歷史學會主辦「台灣之再現、詮釋與認同」國際學術研討會，邀請任內出售潛艦給臺灣的前荷蘭首相范艾格（任期1977-1982）第三次訪問台灣，並拜會陳水扁總統與前總統李登輝。范艾格表示，日本戰敗後放棄所有對台灣的主權，但相關條約裡並沒有載明日本放棄的權利是轉讓給哪一個國家，因此台灣不屬於日本、也不屬於其他國家（台灣地位未定論）；他以國際法專有名詞「Terra Nullius」（拉丁文，意即「無人擁有的領土」）定義台灣現狀，意即「無人擁有的領土，也是一個獨立的政治實體」。范艾格表示，台灣是亞洲民主國家榜樣，歐洲國家不能因中國崛起而使台灣受到威脅。
2007年，教育部委託台灣歷史學會所做「教科書不當用詞檢核」計畫報告出爐，建議修改與中國相關字詞。

## 觀點與立場
2007年7月21日，台灣歷史學會發表針對中小學教科書的研究報告，認為台灣是個海島國家，但過去的教育始終錯以中華大陸文明為主體，嚴重忽略台灣原有的海洋特質，學生無法建立對於海洋文化的整體認識。
2012年6月，台灣歷史學會與其他學術界人士對教育部違反程序、企圖以非專業意見影響歷史教科書編寫、引發去台灣化爭議的作法提出抗議，並於台灣連署資源運籌平台發起「『我是民眾，我反對竄改歷史』 搶救歷史教科書連署活動」，短時間內即有超過五千多人連署。
此外，2009年，台灣歷史學會召開年會，許多知名的台灣歷史研究學者對台南縣市以「文化首都」作為合併升格的主軸訴求多表贊同與支持。台灣歷史學會理事長薛化元表示，一個城市的經貿發展固然重要，但文化歷史更是一個城市的靈魂，台灣人對自己的歷史文化了解太少、對台灣記憶片段又偏頗，台南縣市合併升格不只是兩個城市的結合、更具引導台灣人民重新審視自己所生所長這塊土地的歷史文化，意義特別深遠。